# Encrage (dessin)

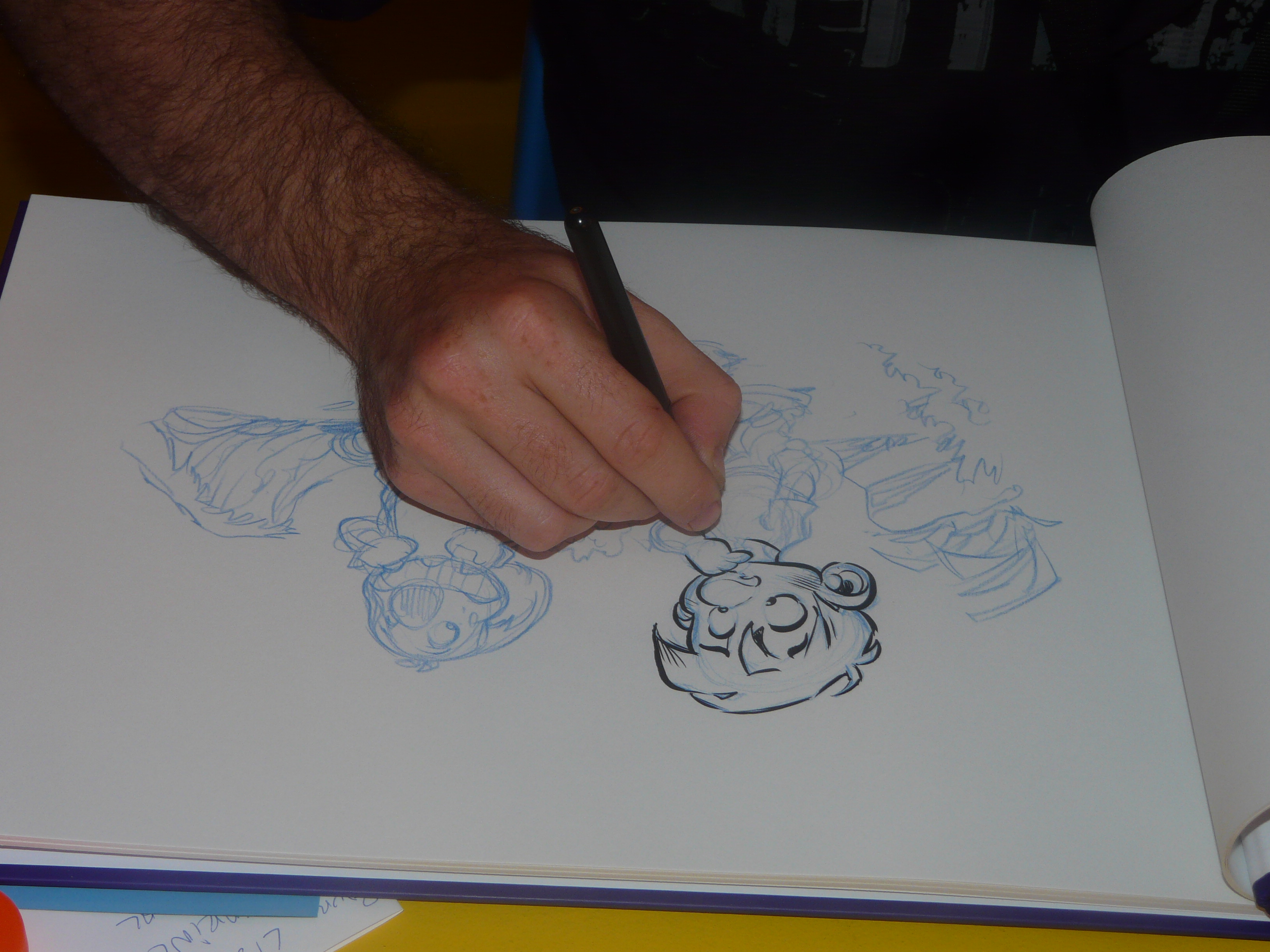
Le dessinateur Fenech en train d'encrer un de ses dessins (Montpellier, festival O Tour de la bulle 2008).

Pour les articles homonymes, voir Encrage.
Pour l’article ayant un titre homophone, voir Ancrage.
 (mai 2019).
L'encrage est en dessin la technique qui consiste à surligner une esquisse, généralement effectuée au crayon mine et appelée crayonné, par une couche plus précise noire, généralement à l'encre de Chine.
Cette technique est notamment utilisée en bande dessinée, en dessin animé traditionnel, ainsi qu'en illustration. Elle précède l'étape de mise en couleur, si l'œuvre finale est colorée. Le crayonné préalable peut être fait au crayon ordinaire ou au crayon bleu inactinique, qui permet, avec une photogravure traditionnelle sur film lith, ou par scanner en mode bitmap, d’éviter d’avoir à gommer le crayon, source possible de dégradations, d’erreurs ou d’oublis.
Si l'encrage est fait sur le même support que les traits de crayons, ces derniers sont ensuite gommés, ce qui ne laisse apparaître que le trait à l'encre de Chine.
Aujourd'hui, certains dessinateurs préfèrent scanner le crayonné et faire un encrage numérique par ordinateur.